# Ferdinand Cohen-Blind
Ferdinand Cohen-Blind, född 25 mars 1844 i Mannheim, död 8 maj 1866 i Berlin, var en tysk attentatsman; styvson till Karl Blind.
Cohen-Blind var son till en bankir Cohen, men upptog efter moderns andra giftermål namnet Blind. 
Han gjorde 7 maj 1866 ett mordförsök mot Otto von Bismarck samt begick natten därpå självmord i fängelset.